# Adrián Maidana
Adrián Alejandro Maidana (La Francia, Provincia de Córdoba, Argentina; 30 de noviembre de 1988) es un futbolista argentino. Juega como mediocampista central y su primer equipo fue Belgrano de Córdoba. Actualmente milita en Club Deportivo y Cultural La Francia de la Liga regional de San Francisco

## Trayectoria
Maidana es un jugador surgido en Club Deportivo y Cultural La Francia desde donde pasó al Club Atlético Belgrano de Córdoba. Debutó en el 2008 y se mantuvo hasta el 2011. Logró un Ascenso a Primera División mandando al descenso a River Plate.
Pasó en el 2011 al Club Atlético Sarmiento de Junín, de la tercera división del fútbol argentino. En la temporada 2011-12 logró el ascenso a la Primera B Nacional siendo el campeón del torneo disputando 34 partidos con 2 goles. En la temporada 2012/13 marcó 1 gol en los 23 partidos que disputó. 
Como resumen, jugó 57 partidos y marcó 3 goles en Sarmiento.
En el 2013 fue cedido al Club Atlético Brown que había ascendido recientemente a la segunda división. Se mantuvo una temporada marcando 2 goles (uno a Ferro y otro a Gimnasia de Jujuy) en 30 partidos disputados. Sin embargo no pudo evitar que su equipo descendiera.
A mediados del 2014, el centrocampista, que había quedado libre de Belgrano de Córdoba, es cedido al Club Atlético Nueva Chicago donde se encontraba el entrenador Omar Labruna, quien ya lo había dirigido en Belgrano. Fue una pieza constante de recambio para su equipo y disputó 8 partidos, la mayoría ingresando desde el banco de suplentes. Contribuyó en el ascenso de su equipo a Primera División a pesar de no haber tenido demasiada continuidad. Al finalizar el préstamo, queda en libertad de acción y debe buscar a qué club emigrar.
A comienzos de 2015 decide volver a Brown (Adrogué), a mediados de 2019 es contratado por Talleres (RdE); en 2020 pasa a Sportivo Desamparados.

## Clubes
| Club                     | País      | Año       |
| ------------------------ | --------- | --------- |
| Belgrano de Córdoba      | Argentina | 2007-2011 |
| Sarmiento de Junín       | Argentina | 2011-2013 |
| Brown de Adrogué         | Argentina | 2013-2014 |
| Nueva Chicago            | Argentina | 2014      |
| Brown de Adrogué         | Argentina | 2015-2019 |
| Talleres (RdE)           | Argentina | 2019-2020 |
| Desamparados de San Juan | Argentina | 2020-2021 |
| Sportivo Belgrano        | Argentina | 2022-?    |

## Palmarés

### Campeonatos nacionales
| Título                  | Club               | País      | Año  |
| ----------------------- | ------------------ | --------- | ---- |
| Primera B Metropolitana | Sarmiento de Junín | Argentina | 2012 |
| Primera B Metropolitana | Brown de Adrogué   | Argentina | 2015 |

### Otros logros
| Título                     | Club                | País      | Año  |
| -------------------------- | ------------------- | --------- | ---- |
| Ascenso a Primera División | Belgrano de Córdoba | Argentina | 2011 |
| Ascenso a Primera División | Nueva Chicago       | Argentina | 2014 |